# Alegeri legislative în Canada, 1878
Alegerile parlamentare canadiene din 1878 au avut loc pe 17 septembrie pentru a fi aleși membrii canadieni ai Camerei Comunelor al celui de-al 4-lea Parlament al Canadei. Acestea au dus la sfârșitul guvernării liberale a Primului Ministru Alexander Mackenzie, care a avut doar un mandat. Canada a suferit un regres economic în timpul mandatului lui Mackenzie, iar partidul acestuia nu a mai avut susținerea votanților. Politica de liber schimb a liberalilor a afectat, de asemenea, susținerea afacerilor din Toronto și Montreal. Sir John A. Macdonald și partidul său conservator/liberal-conservator a revenit la putere după ce fusese învins cu cinci ani înainte de scandalurile în care a fost implicată Corporația căilor ferate canadiene pacifice. Au câștigat alegerile cu un procentaj de 69,1%.

## Rezultate naționale
| Partid | Conducătorul partidului | # al candidaților | Mandate | Mandate | Mandate   | Votul popularilor | Votul popularilor | Votul popularilor |
| --- | ----------------------- | ----------------- | ------- | ------- | --------- | ----------------- | ----------------- | ----------------- |
| Partid | Conducătorul partidului | # al candidaților | 1874    | Aleși   | Schimbate | #                 | %                 | Schimbate         |
| Conservator | John A. Macdonald       | 101               | 38      | 85      | +118.4%   | 143,192           | 26.28%            | +7.80%            |
| Conservatori-Liberali                                                                                                | John A. Macdonald       | 60                | 26      | 49      | +76.9%    | 85,999            | 15.78%            | +3.50%            |
| Liberal | Alexander Mackenzie     | 121               | 126     | 63      | -54.8%    | 180,074           | 33.05%            | -7.74%            |
| Independenți |                         | 11                | 4       | 5       | +25%      | 14,783            | 2.71%             | -0.48%            |
| Partidul Conservator Independent                                                                                     |                         | 2                 | 2       | 2       | -         | 1,001             | 0.18%             | -0.76%            |
| Necunoscut |                         | 117               | -       |         |           | 114,043           | 20.93%            | -1.93%            |
| Liberali Independenți                                                                                                |                         | 4                 | 1       | 1       | +100%     | 5,388             | 0.99%             | -                 |
| Conservatori Naționaliști                                                                                            |                         | 1                 | *       | 1       | *         | 401               | 0.07%             | *                 |
| Total | Total                   | 417               | 197     | 206     | +3.6%     |                   | 100.0%            | -                 |
| Sursă: http://www.elections.ca -- History of Federal Ridings since 1867 Arhivat în 9 iunie 2009, la Wayback Machine. |                         |                   |         |         |           |                   |                   |                   |

Notă:

Parlamentul canadian după alegerile din 1878. Conservarii sunt marcați cu albastru iar liberalii cu roșu

* Partidul nu și-a nominalizat candidații în alegerile anterioare.
Aclamare
Următorii membri ai partidului au fost aleși prin aclamare;
- Columbia Britanică: 1 conservator, 1 liberal-conservator
- Manitoba: 2 conservatori, 1 liberal-conservator
- Quebec: 1 conservator, 2 liberal-conservatori, 1 liberal
- New Brunswick: 1 liberal, 1 independent

## Rezultate după provincie
| Numele partidului       | Numele partidului | Numele partidului | BC   | MB   | ON   | QC   | NB   | NS   | PE   | Total |
| ----------------------- | ----------------- | ----------------- | ---- | ---- | ---- | ---- | ---- | ---- | ---- | ----- |
| Conservator             | Mandate:          |                   | 1    | 2    | 37   | 33   | 1    | 8    | 3    | 85    |
| Conservator             | Vot popular (%):  |                   | -    | 49.6 | 25.5 | 35.0 | 5.9  | 21.7 | 31.6 | 26.3  |
| Liberal-Conservator     | Mandate:          |                   | 2    | 1    | 23   | 12   | 3    | 6    | 2    | 49    |
| Liberal-Conservator     | Voturi (%):       |                   | 39.6 | -    | 15.8 | 13.2 | 14.3 | 22.7 | 12.0 | 15.8  |
| Liberal                 | Mandate:          |                   | 2    |      | 27   | 17   | 9    | 7    | 1    | 63    |
| Liberal                 | Voturi (%):       |                   | -    |      | 36.3 | 21.7 | 48.2 | 34.9 | 37.2 | 33.1  |
| Independent             | Mandate:          |                   | 1    |      | 1    | 1    | 2    | -    |      | 5     |
| Independent             | Voturi (%):       |                   | 12.2 |      | 1.5  | 1.6  | 13.1 | 4.3  |      | 2.7   |
| Conservator Independent | Mandate:          |                   |      | 1    |      | 1    |      |      |      | 2     |
| Conservator Independent | Voturi (%):       |                   |      | 50.4 |      | 0.7  |      |      |      | 0.2   |
| Necunoscut              | Manadate:         |                   |      |      |      |      |      |      |      |       |
| Necunoscut              | Voturi (%):       |                   | 48.2 |      | 19.9 | 27.4 | 14.8 | 14.7 | 19.3 | 20.9  |
| Liberal Independent     | Manadate:         |                   |      |      |      |      | 1    | -    |      | 1     |
| Liberal Independent     | Voturi (%):       |                   |      |      | 1.0  |      | 3.7  | 1.7  |      | 1.0   |
| Conservator Naționalist | Mandate:          |                   |      |      |      | 1    |      | -    |      | 1     |
| Conservator Naționalist | Voturi (%):       |                   |      |      |      | 0.3  |      |      |      | 0.1   |
| Total mandate           | Total mandate     | Total mandate     | 6    | 4    | 88   | 65   | 16   | 21   | 6    | 206   |